# Titularbistum Aeca
Aeca (italienisch Eca) ist ein Titularbistum  der römisch-katholischen Kirche. 
Es geht zurück auf ein früheres Bistum der antiken Stadt Aecae (heute Troia) in Apulien in Südost-Italien, das der Kirchenprovinz Bari angehörte.
| Titularbischöfe von Egnazia Appula |                  |                                            |                   |                  |
| Nr.                                | Name             | Amt                                        | von               | bis              |
| 1                                  | Mario De Santis  | Weihbischof in Foggia (Italien)            | 14. Dezember 1974 | 17. Januar 1985  |
| 2                                  | Christian Werner | Militärbischof von Österreich (Österreich) | 9. Januar 1992    | 11. Oktober 1997 |
| 3                                  | Paweł Stobrawa   | Weihbischof in Oppeln (Polen)              | 16. April 2003    |                  |